# 人二
人二（飛馬座1），又名BD+19 4691，HD 203504、SAO 107073、HR 8173，是飛馬座的一颗恒星，视星等为4.08，位于銀經70.05，銀緯-20.92，其B1900.0坐标为赤經21h 17m 27.6s，赤緯+19° -20.92′ 36″。